# Ivan Kolařík
Ivan Kolařík (ur. 22 marca 1920 w Valašské Meziříčí, zm. 1 kwietnia 1942 w pobliżu Vizovic) – czeski spadochroniarz, członek operacji Out Distance.

## Życiorys
Jego ojciec - Josef Kolařík był nauczycielem w szkole dla głuchoniemych, matka - Josefa zd. Kuldová prowadziła gospodarstwo domowe, a starszy brat - Jiří był lekarzem. Ivan ukończył szkołę podstawową i gimnazjum w rodzinnym mieście. Po maturze rozpoczął w 1939 studia medyczne ale uczelnia została wkrótce zamknięta. Wówczas postawnowił wstąpić do jednostek armii czechosłowackiej za granicą. Uciekł z domu i 4 stycznia 1940 roku przekroczył granicę ze Słowacją w pobliżu Hodonína. Następnie poprzez Węgry, Jugosławię, Grecję i Turcję dotarł do Bejrutu. Stamtąd na pokładzie statku Providence dostał się do Marsylii, gdzie 6 marca 1940 został przydzielony do jednostek armii czechosłowackiej stacjonujących w Agde. Wziął udział w walkach z Niemcami a po upadku Francji przedostał się do Anglii. W lutym 1941 został skierowany do szkoły oficerskiej a 1 maja został awansowany na starszego szeregowego. Odbył szkolenia spadochroniarskie w bazie Ringway w Szkocji a następnie szkolenia w zakresie sabotażu. 28 października 1941 roku został awansowany na kaprala i przydzielony do  operacji Out Distance dowodzonej przez porucznika Adolfa Opálkę.
28 marca 1942 o godz. 2:00 z fałszywymi dokumentami na nazwisko Jan Krátký został zrzucony na spadochronie na teren Protektoratu Czech i Moraw. Z powodu błędu nawigatora spadochroniarze nie wylądowali w zaplanowanym miejscu lecz w pobliżu miejscowości Ořechov u Telče, tracąc również większość wyposażenia. Podczas lądowania Kolařík zgubił sfałszowany dokument tożsamości, w którym przechowywał zdjęcie swojej narzeczonej Milady Hrušákovej. W tej sytuacji, z obawy przed dekonspiracją grupa postanowiła się podzielić a jej członkowie mieli działać na własną rękę. Zagubione dokumenty zostały odnalezione na miejscu lądowania przez gestapo, które trafiło na trop Kolaříka i rozpoczęło pościg. Osaczony, 1 kwietnia 1942 popełnił samobójstwo na drodze do Vizovic łykając truciznę, by chronić swoją rodzinę przed zemstą hitlerowców. Pochowany został w Zlinie. Nie przyniosło to zamierzonego efektu - jego rodzina, która zdążyła mu przekazać prawdziwe dokumenty oraz karty żywnościowe oraz rodzina Milady Hrušákovej i ona sama zostali straceni w Brnie 30 maja 1942.
Pośmiertnie został awansowany do stopnia kapitana (17 lipca 1948).

## Odznaczenia
- Krzyż Wojenny Czechosłowacki 1939 – 1945, pośmiertnie
- Czechosłowacki Wojskowy Medal Pamiątkowy (z okuciami "F" i "VB") – 1944, pośmiertnie